# Gusle
Gúsle (srbsko гусле, albansko lahuta, bolgarsko гусла) so ljudsko glasbilo, vrsta enostrunskih godal. Največ se rabijo na Balkanskem polotoku in Dinaridih, predvsem pri nekaterih južnih Slovanih. Na to področje so jih verjetno prinesli iz Azije v 8. ali 9. stoletju.
Glasbila ne smemo zamenjevati z ruskim glasbilom gusli, večstrunsko vrsto plunke, in tudi ne s češkim izrazom za violino - housle.
Gusle so podobne godalu rebab, ki se je veliko rabil v Osmanskem imperiju, in ga je še vedno moč slišati med arabskimi beduini. Tudi način igranja je podoben pri obeh glasbilih.
Pri južnih Slovanih se gusle običajno ne rabijo samostojno, in spremljajo glas ljudskega pevca in igralca na gusle, guslarja, ki pripoveduje in/ali poje epsko zgodbo ali legendo. Uporabljajo se podobno kot kitara v zahodnem svetu. Gusle imajo le stransko vlogo in se prepletajo z igralčevim petjem.
Gusle so srbsko in črnogorsko ljudsko glasbilo in imajo lahko tudi dve struni. Največkrat so narejene iz javorjevega, pa tudi iz orehovega ali jesenovega lesa. Kot enostrunsko glasbilo jih najdemo v Srbiji, Črni gori, Bosni in Hercegovini in Dalmaciji. Gusle iz Like in Bosanske Krajine so večinoma dvostrunske.

## Zgradba
Strune gusel so izdelane iz tridesetih prepredenih konjskih dlak, kot pri drugih godalih. Lok se uporablja tako da se poteguje po zategnjenih strunah, s katerim nastane oster in dinamičen zvok, ki je izredno ekspresiven. Gusle spadajo v vrsto glasbil, za katera je potrebna velika spretnost pri igranju.

## Sorodna glasbila
Sorodno glasbilo guslam je bolgarsko ljudsko glasbilo gadulka, neposredni potomec turško-perzijskega rebaba ali kemenč.
Soroden je tudi jehu, vrsta godal iz družine hukin, ki se posebej rabi v južnih kitajskih pokrajinah in na Tajvanu.